# パナムジカ
パナムジカ（Pana Musica）は、京都府長岡京市に本社を置く株式会社。合唱楽譜やピアノ楽譜の通信販売を主力事業とする。

## 概要
1986年の創業以来、国内外の合唱曲の楽譜を取り扱う。クレシェンドのブランド名ではピアノ楽譜も取り扱っている。

## 販売事業
パナムジカのブランド名で合唱楽譜を、クレッシェンドのブランド名でピアノ楽譜を販売している。ネット通販という形で販売しており、海外の楽譜や受注生産品なども購入することができる。

## 出版事業
「さまざまなものがデジタル化される中、あえて紙媒体としての「楽譜」にこだわり、それを守っていきたいという強い思い」から、販売事業に続く形でパナムジカ出版として参入。主に合唱楽譜や合唱関連書籍などの発行を手がけている。
2016年にはメロス楽譜の出版事業を継承した。

## その他
パナムジカのWebサイトにて、合唱掲示板や、演奏会情報を自由に登録できるサービスなども運営している。